# استارفلایر
استارفلایر (به انگلیسی: StarFlyer) یک شرکت هواپیمایی با کد یاتا 7G است که در ۱۷ دسامبر ۲۰۰۲ میلادی تأسیس شده و در ۱۶ مارس ۲۰۰۶ فعالیتش را آغاز کرده‌است. دفتر مرکزی استارفلایر در کیتاکیوشو، فوکوئوکا، ژاپن واقع شده‌است و به ۶ مقصد، پرواز انجام می‌دهد.